# Shirley Bassey (album)
| Recensione | Giudizio |
| ---------- | -------- |
| AllMusic   | [ 1 ]    |

Shirley Bassey è un album del 1961 di Shirley Bassey, il suo quinto album in studio e il suo terzo con la EMI/Columbia. La Bassey in quest'album fu accompagnata da Geoff Love e la sua orchestra e dai The Williams Singers (The Rita Williams Singers). L'album trascorse undici settimane in classifica, a partire dal febbraio 1962, raggiungendo come picco il n°14. Questo album fu pubblicato sia in mono che in stereo. La versione stereo di questo album fu rilasciata su CD nel 1997 dalla EMI.

## Tracce
Lato A
1. "Love Is a Many Splendored Thing" (Paul Francis Webster, Sammy Fain) - 2.54
2. "The Nearness of You" (Ned Washington, Hoagy Carmichael) - 4.20
3. "Fools Rush In (Where Angels Fear to Tread)" (Rube Bloom, Johnny Mercer) - 2.51
4. "Who Are We?" (Ned Washington, Jay Livingston) - 4.13
5. "Angel Eyes" (Matt Dennis, Earl Brent) - 3.20
6. "Till" (Charles Danvers, Carl Sigman, Pierre Buisson) - 3.58

Lato B
1. "A Lovely Way to Spend an Evening" (Harold Adamson, Jimmy McHugh) - 3.21
2. "This Love of Mine" (Frank Sinatra, Sol Parker, Henry W. Sanicola) - 3.06
3. "You're Nearer" (Richard Rodgers, Lorenz Hart) - 2.39
4. "Goodbye Lover-Hello Friend" (Norman Newell, Michael Carr) - 3.52
5. "Where or When" (Richard Rodgers, Lorenz Hart) - 3.24
6. "Where Are You?" (Harold Adamson, Jimmy McHugh) - 3.16
7. "Climb Ev'ry Mountain" (Richard Rodgers, Oscar Hammerstein II) - 3.10

## Staff
- Shirley Bassey - Vocal
- The Williams Singers - Coro vocale
- Geoff Love - arrangiatore, direttore
- Geoff Love e la sua orchestra - Orchestra